# Veronica Cannizzaro
Veronica Cannizzaro (Roma, 23 agosto 1970) è un'attrice, doppiatrice e conduttrice televisiva italiana.

## Biografia
Si forma come attrice alla scuola di recitazione di Beatrice Bracco. 
Inizia a lavorare come doppiatrice nell'ambito del cinema e della televisione e diventa voce speaker per spot pubblicitari e promo sui canali Mediaset: Boing, Leonardo, Alice e su alcune Radio nazionali, diventa in seguito la voce ufficiale di Radio Antenna1.
Dopo il diploma alla scuola di stato per la cinematografia e televisione "Roberto Rossellini", Veronica inizia una formazione artistica poliedrica che spazia dalla danza, alla recitazione, al doppiaggio. Veronica Cannizzaro debutta giovanissima nel programma estivo di Canale 5 Bulli & pupe nel 1992, spin-off del programma di culto Non è la Rai, del quale nel settembre 1992 farà parte rimanendovi fino alla sua chiusura nel 1995..
Nel 1996 forma un gruppo musicale chiamato TVB con tre ex colleghe di Non è la Rai, Alessia Barela, Francesca Pettinelli e Patrizia Abbadi, che pubblicano il singolo I ragazzi in discoteca che ebbe un discreto successo grazie a una costante promozione televisiva al Tappeto Volante di Telemontecarlo.
Successivamente, prende parte a numerosi spettacoli teatrali in qualità di attrice, come Da qui a cinque anni di Federico García Lorca o I superstiti di Igor Gricko, e recita in alcuni cortometraggi come Little Rock di Valerio Andrei e in varie fiction di rilievo.
Dall'agosto 2003 è una delle protagoniste notturne di Mediaset, alternandosi alla conduzione delle televendite notturne nelle reti Mediaset con altri conduttori.
Dal 2004 è doppiatrice/speaker. Dal 2005 debutta il canale televisivo digitale terrestre Mediashopping, del quale è ormai diventata un volto storico. Nel settembre 2005 prende parte anche al programma celebrativo Non è la Rai speciale, prodotto dall'emittente satellitare Happy Channel.
È autrice e conduttrice dei programmi di televendita e telepromozione per il canale digitale terrestre Mediashopping di Mediaset, presentatrice per il nuovo canale digitale terrestre Iris Cinema e dintorni, e continua la sua attività di doppiatrice e voce speaker per spot pubblicitari sui canali Mediashopping, Boing, Leonardo, Alice e per vari spot pubblicitari su alcune radio nazionali.
Nel 2007 torna a recitare con la sit-com Casa Mediashopping, in onda ogni mattina su Rete 4.
Nel 2009 è tra gli interpreti della miniserie tv di Rai Uno, Puccini, regia di Giorgio Capitani.

## Doppiaggio

### Film
- Christina Vidal in Manuale d'infedeltà per uomini sposati
- Bridget Marquardt in Scary Movie 4
- Sheila Shah in Saw V
- Maria Helan in World Trade Center
- Rori Cannon in Il diavolo veste Prada
- Mercè Llorens in Nemico pubblico N. 1 - L'istinto di morte
- Helena Soubeyrand in Nemico pubblico N. 1 - L'ora della fuga
- Dana Selzer in Epic Movie

### Cartoni animati
- Eleanor Miller in Alvinnn!!! e i Chipmunks